# (3615) Safronov
(3615) Safronov es un asteroide perteneciente al cinturón de asteroides, descubierto el 29 de noviembre de 1983 por Edward Bowell desde la Estación Anderson Mesa (condado de Coconino, cerca de Flagstaff, Arizona, Estados Unidos).

## Designación y nombre
Designado provisionalmente como 1983 WZ. Fue nombrado Safronov en honor al astrónomo soviético Viktor Sergejeviĉ Safronov.